# Charlie X
"Charlie X" és el segon episodi de la primera temporada de la sèrie de televisió de ciència-ficció americana Star Trek. Escrit per Dorothy C. Fontana a partir d'una història de Gene Roddenberry, i dirigida per Lawrence Dobkin, es va emetre per primera vegada el 15 de setembre de 1966.
A l'episodi, l’ Enterprise recull un noi inestable de 17 anys que va passar 14 anys sol en un planeta desert i no té l'entrenament i la moderació per manejar el seu poders mentals sobrehumans amb prudència.

## Argument
L'USS Enterprise es troba amb el vaixell mercant Antares per fer-se càrrec de Charlie Evans, l'únic supervivent d'un vaixell de transport que es va estavellar al planeta Thasus. Durant catorze anys, Charlie, de 17 anys, hi va créixer sol, encallat entre les restes, aprenent a parlar des dels sistemes informàtics de la nau, que es van mantenir intactes. Charlie serà transportat als seus familiars més propers a la colònia Alpha V. Els membres de la tripulació a bord d' Antares elogien en Charlie, però semblen satisfets de veure'l retirat de la seva nau. Li diu al Dr. McCoy que la tripulació de Antares no li agradava gaire, i que l'únic que vol és que la gent li agradi.
Malgrat el seu afany per complaure, Charlie es torna odiós, ja que la seva falta d'educació l'ha deixat sense coneixement de les normes socials ni control de les seves emocions. S'enganxa al Capità Kirk com a figura paterna i desenvolupa un enamorament per la contramestre Janice Rand. Demostra poders extraordinaris de la telepatia i la transmutació de la matèria, encara que la tripulació inicialment no en reconeix la causa. Charlie coneix a Rand a la sala d'esbarjo, on Spock toca una lireta vulcana i Lt. Uhura de sobte comença a cantar. A Charlie li molesta ser un tema en l'actuació d'Uhura, així com que Rand presti més atenció a la cançó que a ell, de manera que fa que l'Uhura perdi temporalment la veu i l'instrument de Spock funcioni malament.
Quan l'Antares està gairebé fora de l'abast del sensor, transmet un missatge a l' Enterprise. El missatge es talla abans que pugui transmetre un avís. Els escàners mostren que Antares s'ha reduït a runes.
Kirk intenta ensenyar a Charlie arts marcials. Sam, el company d'entrenament de Kirk, es riu d'una de les caigudes d'en Charlie, i Charlie el fa "desaparèixer". Sorprès, Kirk demana que els guàrdies de seguretat escoltin en Charlie fins a la seva habitació. Charlie fa desaparèixer tots els fàsers de la nau, però finalment cedeix a l'ordre de Kirk que torni als seus quarters. Els registres mostren que les habilitats de Charlie són les mateixes que les dels thasians, però l'examen mèdic que McCoy va fer quan Charlie va pujar a bord va confirmar que era humà. Charlie admet que va utilitzar els seus poders per eliminar un component vital del nucli d'ordit Antares, fent que la nau explotés. Frustrat pel gir advers en la seva relació amb la tripulació, en Charlie surt dels seus quarters i comença a utilitzar els seus poders sobre la tripulació: canviant-ne les formes físiques o congelant-les segons el seu caprici. Quan Rand es resisteix als seus avenços romàntics i li dona una bufetada, la fa "desaparèixer". Quan Kirk demana saber si en Rand està viva o morta, en Charlie es nega a dir-li-ho.
En adonar-se que els poders d'en Charlie són massa grans per ser controlats, Kirk opta per entretenir-lo a Alpha V per, almenys, mantenir a Charlie lluny d'un món civilitzat, on causaria estralls. Charlie descobreix els plans de Kirk i pren el control de l' Enterprise. Especulant que el control de l' Enterprise pot minvar el poder de Charlie, Kirk ordena que s'activin tots els sistemes de la nau i ataca en Charlie. Tot i que la seva hipòtesi resulta incorrecta, distreu en Charlie de fugir d'un vaixell thasià que els havia estat perseguint.
La nau s'acosta i restaura l' Enterprise i la seva tripulació a les seves formes adequades, encara que admeten que no poden restaurar els Antares. El comandant thasià diu que la seva raça li va donar els seus poders a Charlie perquè pogués sobreviure al seu món, però aquests poders (que no li poden treure) el fan massa perillós per viure entre humans. Charlie demana a Kirk que no deixi que els extraterrestres el tinguin, ja que els thasians no tenen cap forma física ni capacitat d'amor. Tanmateix, els thasians rebutgen l'argument de Kirk que Charlie pertany a la seva pròpia espècie, i amb un gemec final ressonant de "Vull quedar-me!" Charlie és transportat lluny i la contramestre Rand comença a plorar.

## Repartiment i doblatge al català
La sèrie va ser doblada al català pels estudis Tecni-3 (primera part) i Diálogo (segona part) i emesa a TV3 l’any 1989. Els dobladors de l'episodi foren:
| Personatge                | Actor/actriu      | Veu en català                      |
| ------------------------- | ----------------- | ---------------------------------- |
| James T. Kirk             | William Shatner   | Jordi Boixaderas                   |
| Spock                     | Leonard Nimoy     | Isidre Sola i Llop                 |
| Leonard McCoy             | DeForest Kelley   | Eduard Lluís Muntada               |
| Montgomery Scott 'Scotty' | James Doohan      | Joan Carles Gustems Domènec Farell |
| Nyota Uhura               | Nichelle Nichols  | Glòria Roig Azucena Díaz           |
| Hikaru Sulu               | George Takei      | Jaume Nadal Enric Cusí             |
| Janice Rand               | Grace Lee Whitney | Mercè Arànega                      |
| Robert Walker             | Charlie Evans     | Albert Mieza                       |
| Charles J. Stewart        | Capità Ramart     | Félix Benito                       |
| Dallas Mitchell           | Tom Nellis        | Lluís Marco                        |
| Don Eitner                | Navegador         | Jaume Costa                        |
| Abraham Sofaer            | Thasià            | Enric Arquimbau                    |
| Gene Roddenberry          | Veu del cuiner    | Ferran Llavina                     |

## Historial de producció
La premissa d'aquest episodi va formar part de la presentació original de Gene Roddenberry de març de 1964 per a Star Trek, sota el nom de "The Day Charlie Became God". Quan la sèrie va entrar en producció, Roddenberry la va assignar a Dorothy C. Fontana per dramatitzar-la.
Durant un temps durant la producció, l'episodi va ser conegut com "Charlie's Law"; un nom que va sobreviure a l'adaptació de l'episodi de Bantam Books per James Blish. En una escena del guió que no es va emetre, la llei de Charlie s'indica com "Serà millor que siguis amable amb Charlie... o tu mateix."
Gene Roddenberry va fer un cameo d'àudio sense acreditar com el cuiner (o oficial d'embolic) que exclama que el pa de carn amb forma de gall dindi als forns de galera s'ha convertit en autèntics galls dindis. Aquesta va ser la seva única aparició a La sèrie original.

## Recepció
Zack Handlen de The A.V Club va donar a l'episodi una qualificació "B". Handlen va rebaixar l'episodi pel seu mal tracte a Janice Rand i l'ús del tòpic "noi déu", però va elogiar els elements més "pertorbadors" de l'episodi, com ara les bromes de Charlie i el seu destí final.
El 2016, Syfy va classificar l'actuació de l'estrella convidada Robert Walker com a Charlie com la sisena millor estrella convidada de la sèrie original i el cant d'Uhura com el setè millor moment del personatge a Star Trek.